# 因戈瓦爾·雅羅斯拉維奇
因戈瓦爾·雅羅斯拉維奇（烏克蘭語：Інгвар Ярославич，?—13世纪）曾於1202年和1214年擔任基辅大公，他是雅罗斯拉夫·伊贾斯拉维奇之子，弗拉基米尔·莫诺马赫的重外孙。
1180年，因戈瓦爾·雅羅斯拉維奇决定与留里克·罗斯季斯拉维奇共同对抗切尔尼戈夫的斯维亚托斯拉夫·弗谢沃洛多维奇，据《伊戈尔远征记》记载，因戈瓦爾虽勇敢善战，但一直都在极力避免与周边势力强大的近邻发生冲突。例如，因戈瓦爾就在1183年拒绝被加利奇公国驱逐的弗拉基米尔二世·雅罗斯拉维奇在多羅戈布日避难。从史料中，我们似乎能看出因戈瓦爾一直对弗拉基米尔·雅罗斯拉维奇之父雅罗斯拉夫·奥斯莫梅斯尔存有戒心。不久后，因戈瓦爾从哥哥弗谢沃洛德一世·雅罗斯拉维奇处继承了盧茨克王公头衔。1202年，罗曼·姆斯季斯拉维奇（伟大的罗曼）与大窝弗谢沃洛德达成协定，让因戈瓦爾取代留里克·罗斯季斯拉维奇（留里克二世），成为基辅大公。同年，留里克二世在奥利戈维奇家族和库曼人的协助下夺回大公之位。1204年，因戈瓦爾与贝尔兹的亚历山大协力攻克弗拉基米尔-沃伦斯基，战事胜利后，因戈瓦爾当即受封弗拉基米尔-沃伦斯基王公，但这惹恼了当地的波雅尔们，亚历山大很快就取代了因戈瓦爾。在1208-1211年间，因戈瓦爾将其子派去支援加利西亚的丹尼尔，帮助后者与诺夫哥罗德-谢韦尔斯基的勇者伊戈尔的诸位儿子作战。1212年，因戈瓦爾与姆斯季斯拉夫·罗曼诺维奇共同对弗谢沃洛德·斯维亚托斯拉维奇（即弗谢沃洛德一世，外号‘凶狠的弗谢沃洛德’）发起进攻，最终攻占基辅。在别尔哥罗德基辅斯基附近结束了一场战斗后，因戈瓦爾主动将基辅城让给姆斯季斯拉夫·罗曼诺维奇，之后前往卢茨克。

## 子嗣
- 伊贾斯拉夫，多罗戈布日王公
- 斯维亚托斯拉夫，舒姆西克王公
- Grzymisława，波兰公爵莱谢克一世之妻